# هایدن استوکل
هایدن استوکل (به انگلیسی: Hayden Stoeckel) (زادهٔ ۱۰ اوت ۱۹۸۴) شناگر اهل استرالیا است.